# توماس إي. واتسون
توماس إي. واتسون (بالإنجليزية: Thomas E. Watson)‏ هو محامي ومُحرِّر وصحفي وناشر وسياسي أمريكي، ولد في 5 سبتمبر 1856 في طومسون في الولايات المتحدة، وتوفي في 26 سبتمبر 1922 في واشنطن العاصمة في الولايات المتحدة. حزبياً، نشط في الحزب الديمقراطي. وقد انتخب عضو مجلس نواب جورجيا وانتخب عضو مجلس النواب الأمريكي عن دائرة Georgia's 10th congressional district ‏ (4 مارس 1891 – 3 مارس 1893) وانتخب عضو مجلس الشيوخ الأمريكي.

## روابط خارجية
- توماس إي. واتسون على موقع الموسوعة البريطانية (الإنجليزية)